# Christopher Reeve
Christopher D'Olier Reeve (25. září 1952 – 10. října 2004) byl americký herec, kterého celosvětově proslavila především role Supermana v sérii filmů ze 70. a 80. let 20. století. V roce 1995 si při pádu z koně zlomil dva krční obratle a poranil míchu, následkem čehož ochrnul. V omezené míře pokračoval v umělecké tvorbě a s manželkou založil nadaci financující výzkum léčby poranění páteře. Po dlouhodobé rehabilitaci byl schopen dýchat bez přístroje a znovu nabyl citlivost v některých částech těla, v říjnu 2004 ale zemřel na srdeční zástavu.

## Filmografie
| Rok  | Film                                 | Role                          |
| ---- | ------------------------------------ | ----------------------------- |
| 1978 | Gray Lady Down                       | Phillips                      |
| 1978 | Superman                             | Superman/Clark Kent/Kal-El    |
| 1980 | Somewhere in Time                    | Richard Collier               |
| 1980 | Superman 2                           | Superman/Clark Kent/Kal-El    |
| 1982 | Deathtrap                            | Clifford Anderson             |
| 1982 | Monsignor                            | John Flaherty                 |
| 1983 | Superman 3                           | Superman/Clark Kent/Kal-El    |
| 1984 | The Bostonians                       | Basil Ransome                 |
| 1985 | The Aviator                          | Edgar Anscombe                |
| 1985 | Anna Karenina                        | Simon Langton                 |
| 1987 | Street Smart                         | Jonathan Fisher               |
| 1987 | Superman 4                           | Superman/Clark Kent/Kal-El    |
| 1988 | Switching Channels                   | Blaine Bingham                |
| 1988 | The Great Escape 2:Untold Story      |                               |
| 1990 | The Rose and the Jackal              | Allan Pinkerton               |
| 1992 | Noises Off                           | Frederick Dallas/Philip Brent |
| 1993 | The Remains of the Day               | Lewis                         |
| 1993 | Frasier                              | Leonard (hlas)                |
| 1994 | Speechless                           | Bob 'Baghdad' Freed           |
| 1995 | Village of the Damned                | Dr. Alan Chaffee              |
| 1996 | Without Pity: A Film About Abilities | Vypravěč                      |
| 1996 | Step Toward Tomorrow                 | Denny Gabrial                 |
| 1998 | Pohled z okna                        | Jason Kemp                    |
| 2006 | Everyone's Hero                      |                               |
| 2006 | Superman II: Verze Richarda Donnera  | Superman/Clark Kent/Kal-El    |
| 2007 | Christopher Reeve: Hope in Motion    | sám sebe                      |